# Erecomma montanum
Erecomma montanum is een hooiwagen uit de familie Assamiidae.